# Ayman Chabani
Ayman Chabani (en arabe : أيمن شباني), né le 1er juillet 1998 à Casablanca, est un footballeur marocain évoluant au poste de défenseur au FUS de Rabat.

## Biographie

### En club
Ayman Chabani intègre jeune l'académie du Wydad AC avant de rejoindre les FAR de Rabat. Le 14 septembre 2019, il reçoit sa première titularisation en Botola Pro face au Moghreb de Tetouan (défaite, 2-0). Le 26 janvier 2020, il marque son premier but professionnel à la 75ème minute face au RAC Zemamra (victoire, 1-2).
Le 6 janvier 2022, il signe un contrat trois saisons et demi au FUS de Rabat allant jusqu'en mi-2025,. Le 25 février 2022, il dispute son premier match face à l'Olympique de Safi (défaite, 2-1).

## Statistiques

### Statistiques détaillées
| Saison                | Club                  | Championnat           | Championnat | Championnat | Championnat | Coupe(s) nationale(s) | Coupe(s) nationale(s) | Coupe(s) nationale(s) | Compétition(s) continentale(s) | Compétition(s) continentale(s) | Compétition(s) continentale(s) | Compétition(s) continentale(s) | Total | Total | Total |
| Saison                | Club                  | Division              | M.          | B.          | P.d.        | M.                    | B.                    | P.d.                  | Comp.                          | M.                             | B.                             | P.d.                           | M.    | B.    | P.d.  |
| 2019-2020             | FAR de Rabat          | Botola Pro            | 27          | 2           | 1           | 2                     | 0                     | 0                     | -                              | -                              | -                              | -                              | 29    | 2     | 1     |
| 2020-2021             | FAR de Rabat          | Botola Pro            | 7           | 1           | 2           | 0                     | 0                     | 0                     | -                              | -                              | -                              | -                              | 7     | 1     | 2     |
| 2021-2022             | FAR de Rabat          | Botola Pro            | 2           | 0           | 0           | 0                     | 0                     | 0                     | -                              | 0                              | 0                              | 0                              | 2     | 0     | 0     |
| Total sur la carrière | Total sur la carrière | Total sur la carrière | 36          | 3           | 3           | 2                     | 0                     | 0                     | -                              | 0                              | 0                              | 0                              | 38    | 3     | 3     |